# Rozwielitka pchłowata
Rozwielitka pchłowata, rozwielitka pchlica (Daphnia (Daphnia) pulex) – gatunek wioślarki z rodzaju dafnia (Daphnia) i podrodzaju Daphnia s. str., należący do rodziny Daphniidae.

## Opis
Rozwielitka pchłowata ma kształt owalny lub kulisty i jest bardzo delikatna. Skorupka jest prześwitująca i może być żółtawa, brązowawa lub zielonkawa. Rozwielitki mają krótkie czułki I pary (ze szczecinkami czuciowymi na końcu) i długie czułki II pary. Męskie osobniki sięgają rozmiarów 1,0–1,8 mm, natomiast żeńskie 1,1–3,5 mm.
Jest jedną z najpospolitszych wioślarek. Odnóża tułowiowe służą do chwytania pokarmu (m.in. glonów) lub napędzania go do otworu gębowego. Poruszają się w wodzie skokami za pomocą czułków drugiej pary. Żyją w tymczasowych i trwałych stawach oraz małych jeziorach. Rozmnażają się płciowo, jak i dzieworodnie.